# (4879) Zykina
(4879) Zykina est un astéroïde de la ceinture principale.

## Description
(4879) Zykina est un astéroïde de la ceinture principale. Il fut découvert le 12 novembre 1974 à Nauchnyj par Lioudmila Tchernykh. Il présente une orbite caractérisée par un demi-grand axe de 3,17 UA, une excentricité de 0,09 et une inclinaison de 10,3° par rapport à l'écliptique.

## Compléments